# Parantica rotundata
Parantica rotundata је врста лептира из породице шаренаца (лат. Nymphalidae).

## Распрострањење
Папуа Нова Гвинеја је једино познато природно станиште врсте.

## Станиште
Врста Parantica rotundata има станиште на копну.

## Угроженост
Ова врста није угрожена, и наведена је као последња брига јер има широко распрострањење.